# Pristimantis walkeri
Pristimantis walkeri é uma espécie de anfíbio  da família Craugastoridae.
É endémica do Equador.
Os seus habitats naturais são: florestas secas tropicais ou subtropicais , florestas subtropicais ou tropicais húmidas de baixa altitude, regiões subtropicais ou tropicais húmidas de alta altitude, plantações , jardins rurais e florestas secundárias altamente degradadas.
Está ameaçada por perda de habitat.